# Torii

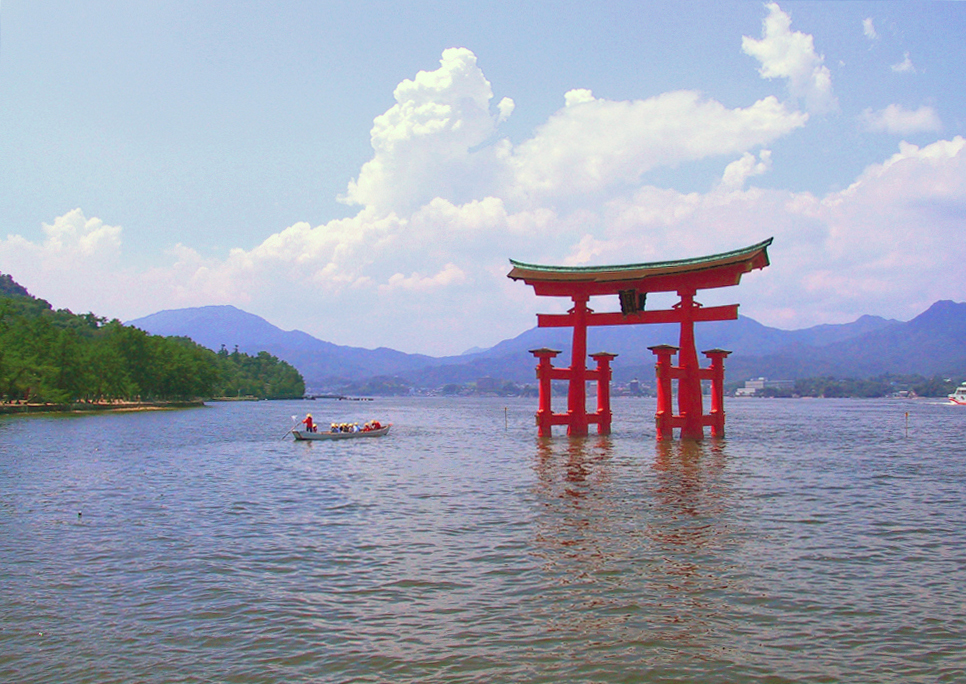
Een torii bij het Itsukushima-schrijn

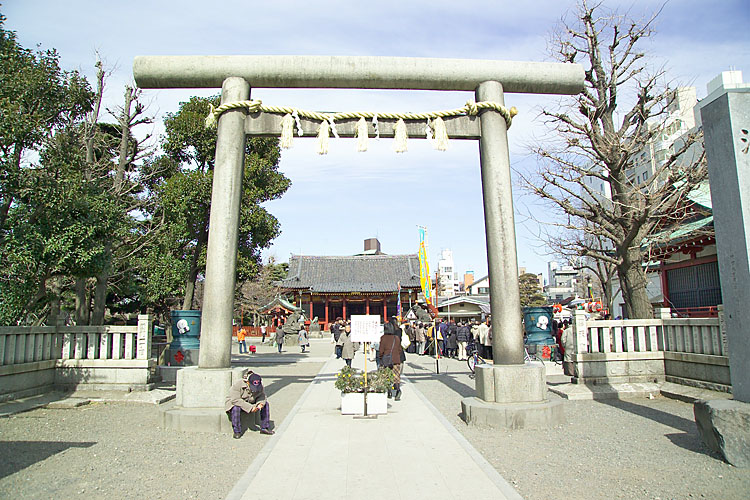
Een torii en jinja in Taito-ku, Tokyo

Een torii (鳥居, ook: 鳥 栖; 鶏栖), letterlijk: vogelzitstok, is een traditionele Japanse poort die meestal toegang verschaft tot een Shintō-heiligdom (jinja). Bij het betreden van een Shintō-heiligdom ziet men een of meerdere traditionele Japanse poorten of torii. De torii worden gezien als de ruimtelijke overgang van het profane (de 'gewone' wereld) naar het heilige. Ze zijn kenmerkend voor Shintō-heiligdommen. De basisconstructie van een torii bestaat uit twee verticale balken met twee horizontale balken bovenop, meestal volledig rood geverfd. Naarmate de evolutie van de torii is de constructie ook complexer geworden, met steunbalken en verscheidene decoratieve elementen zoals kanji.

## Bouw
Aanvankelijk ging het om een eenvoudige constructie van drie ongeverfde ronde houten balken in de vorm van een Griekse π (pi): twee verticale balken (de hashira (柱)) met daarbovenop een horizontale balk (de kasagi, 笠木) en een extra horizontale steunbalk (de nuki, 貫), net onder de kasagi. Deze oorspronkelijke vorm bleef bewaard, maar latere modellen zijn meestal ingewikkelder, met steunbalken en decoratieve elementen. Bij de recentere torii werd de kasagi verstevigd door een tweede verticale balk, de shimagi (島木), die aan elkaar gehecht zijn. Traditionele torii worden gemaakt van hout. Ze blijven onversierd of worden vermiljoen of zwart geschilderd. Vandaag vindt men ook torii in staal, roestvrij staal, steen en beton.

## Herkomst
Gelijkenissen met de torii zijn te vinden in het hindoeïsme en het boeddhisme (torana). Over herkomst en symboliek bestaan er vele studies die tot verschillende verklaringen komen, op grond van gelijkenissen met boeddhistische torana en Chinese poorten, paifang pailou; door etymologisch onderzoek van de kanji; of door interpretatie van mythologische en religieuze gegevens.
Een van die verklaringen (naar de letterlijke vertaling van 鶏居, 'bird perch') stelt dat de torii de stok uitbeeldt waarop de haan gaat zitten die met zijn gekraai de zon oproept. Gelovigen die onder de torii doorlopen verlaten het rijk van de nacht en gaan naar het licht. Daarna klappen ze in de handen, niet om de aandacht van de goden te trekken, maar eerder om de haan na te bootsen die bij het kraaien met zijn vleugels slaat.
Een andere theorie is dat torii teruggaan op een oud gebruik. Vroeger plaatste men in elke hoek van een gebied palen en verbond deze met een touw, om de grens van het heiligdom aan te duiden. Tussen twee van die palen in zou men dan 2 grotere palen zetten, als ingang voor de priester. Hier werd een touw (shimenawa, 注連縄) tussen de bovenkanten van die 2 palen gehangen zodat de priester eronderdoor kon wandelen.
In het algemeen wordt aanvaard dat torii reeds in de 10e eeuw (midden van de Heianperiode (平安時代)) gebruikt werden en over heel Japan gevonden konden worden. Bij oudere bronnen waarin torii vermeld worden, bestaat twijfel over de echtheid of accuraatheid ervan.

Torii 鳥居

## Stijlen
De torii worden ingedeeld in twee hoofdstijlen ( de Shinmei-stijl en de Myōjin-stijl), alle andere stijlen zijn hierop gebaseerd.

### Shinmei-stijl
Bij de Shinmei-stijl(神明鳥居) is de kasagi een grote ronde balk die over de twee hashira uitsteekt; nuki verbindt de twee hashira. De kasagi blijft een rechte balk bij de stijlen gebaseerd op de shinmei-stijl:
- ise torii(伊勢鳥居);
- kasuga torii (春日鳥居);
- hachiman torii (八幡鳥居);
- kashima torii (鹿島鳥居);
- kuroki torii (黒木鳥居): een van de eenvoudigste torii's waar men de schors niet van de balken verwijdert.

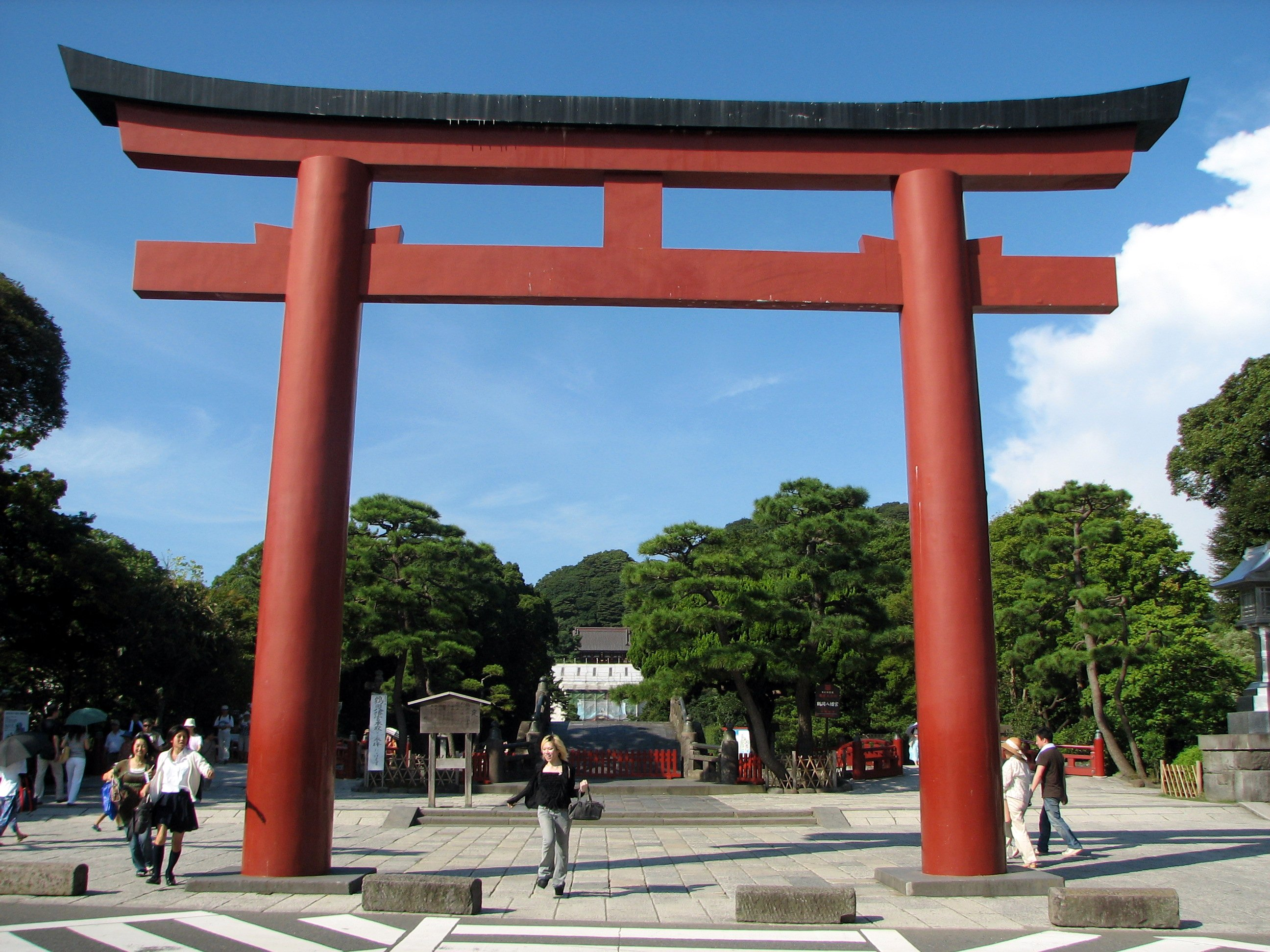
Torii in de myōjin-stijl

### Myōjin-stijl
Duidelijk zichtbaar bij de Myōjin-stijl (明神鳥居)is de naar boven krommende uiteinden van de kasagi en een derde horizontale balk (de shimaki, 島木), waar de kasagi op ligt. De nuki steekt hier een deel uit voorbij de hashira en een korte verticale balk (de gakuzuka (額束)) verbindt de shimaki en de nuki. Dit is de populairste stijl voor moderne torii. De naar boven krommende balk is een eigenschap die we bij de volgende stijlen ook terugvinden:
- inari torii(稲荷鳥居), ook wel daiwa torii (台輪鳥居) genoemd;
- miwa torii (三輪鳥居);
- ryōbu torii (両部鳥居): deze stijl heeft twee kleinere vierkante palen (de hikaebashira (控柱)) voor en achter elke hashira. De torii bij de Itsukushima-tempel in Hiroshima is van dit type;
- mihashira torii (三柱鳥居), ook wel mitsubashira torii genoemd.

Naar sommige torii wordt verwezen met de naam van het heiligdom in plaats van de stijl, zoals shitennūji ishi torii (四天王寺石鳥居) in de myōjin-stijl.

## Betekenis
De torii zou symbool staan voor een stok waarop een haan zou kraaien om de zon aan te roepen. Onder de torii doorlopen zou de betekenis hebben van het rijk van de nacht verlaten en het rijk van het licht betreden.

## Gebruik
Men vindt in een heiligdom meestal drie torii. Opmerkelijk genoeg staan er in het Fushimi Inari-heiligdom in Kyoto niet minder dan 10.000 opeenvolgende torii die overdekte galerijen vormen.

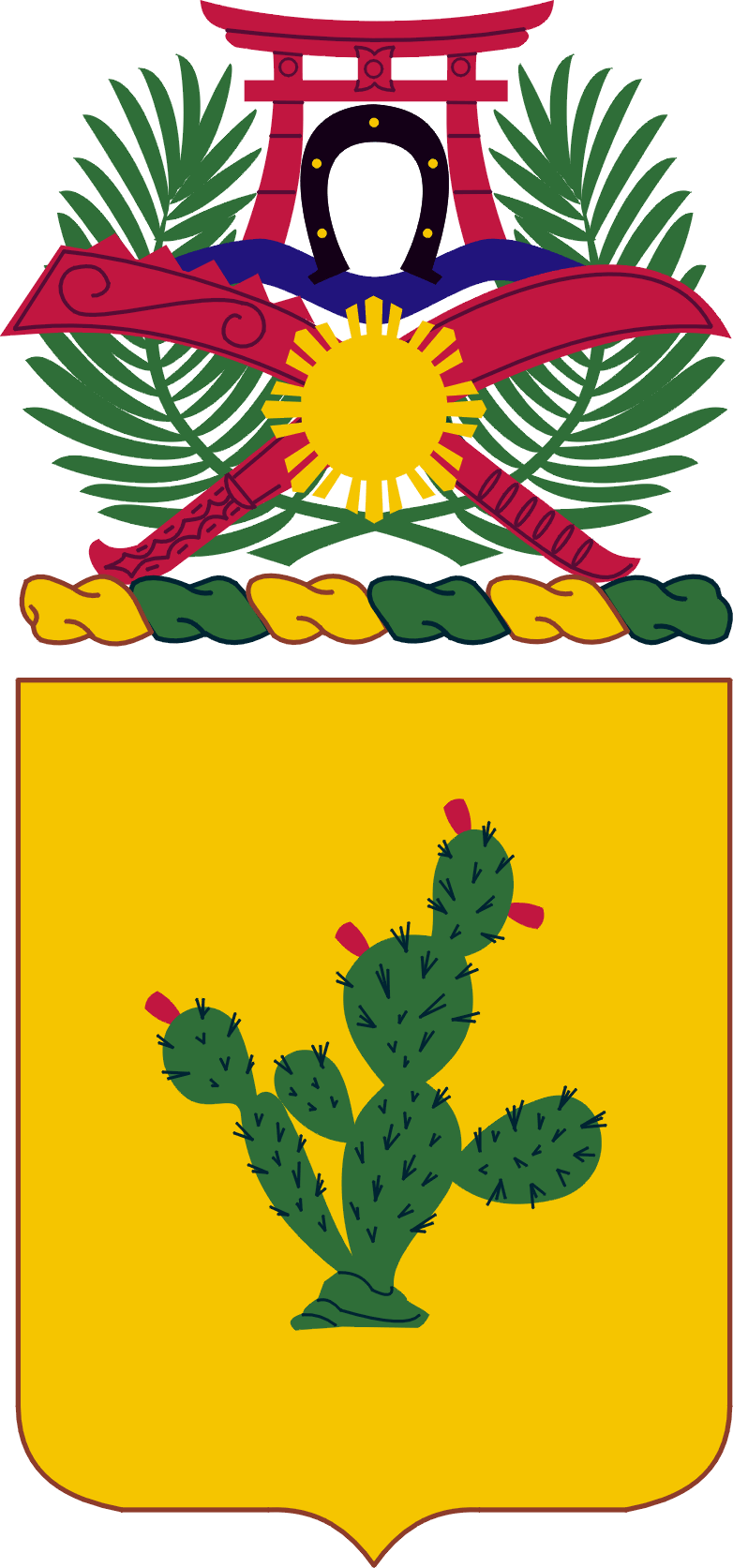
Wapen van het U.S. 12th Cavalry Regiment, met onder meer een torii en een hoefijzer
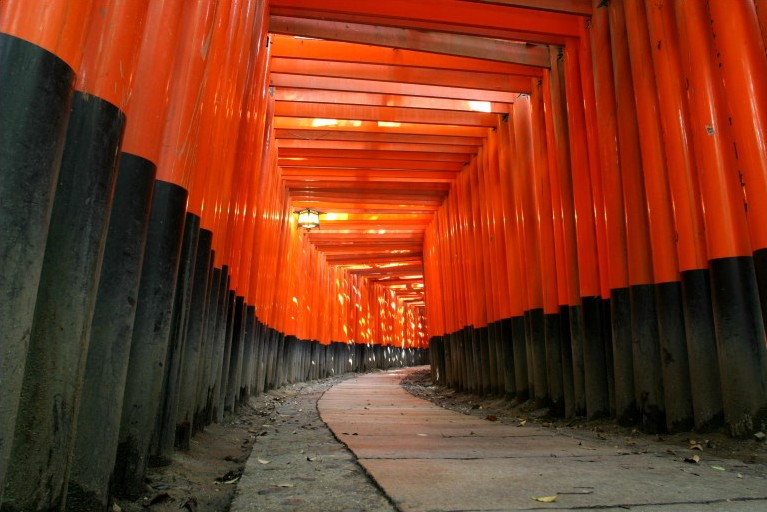
Torii-galerij in het Fushimi Inari-heiligdom in Kyoto